# تاولانت جاكا
تاولانت جاكا (بالألبانية: Taulant Xhaka‏) (بالألبانية: Taulant Xhaka) (مواليد 28 مارس 1991) هو لاعب كرة قدم ألباني ، يجيد اللعب في مركز لاعب خط الوسط المدافع ، ويلعب أيضًا كظهير أيمن وقلب دفاع ، ويلعب حاليًا لنادي بازل السويسري.

## روابط خارجية
- تاولانت جاكا على موقع الاتحاد الأوربي (الإنجليزية)
- تاولانت جاكا على موقع قاعدة بيانات كرة القدم.إي يو (الإنجليزية)
- تاولانت جاكا على موقع ناشيونال فوتبول تيمز (الإنجليزية)
- تاولانت جاكا على موقع Soccerway.com (الإنجليزية)
- تاولانت جاكا على موقع عالم كرة القدم.نت (الإنجليزية)
- تاولانت جاكا على موقع AS.com (الإسبانية)

- Taulant Xhaka